# ان‌جی‌کی اینسولیتورس
ان‌جی‌کی اینسولیتورس (انگلیسی: NGK Insulators) شرکت سرامیک ژاپنی است، که در سال ۱۹۱۹ تأسیس شد.